# Ulrike Klotz
Ulrike Klotz (Cottbus, Alemania, 15 de noviembre de 1970) es una gimnasta artística alemana, especialista en la prueba de suelo con la que logró ser medallista de bronce mundial en 1985, compitiendo con Alemania del Este.

## Carrera deportiva
En el Mundial de Montreal 1985 gana el bronce en suelo —tras las soviéticas Oksana Omelianchik (oro) y Yelena Shushunova (plata)— y el bronce en el concurso por equipos, de nuevo tras la Unión Soviética y Rumania, siendo sus compañeras de equipo: Jana Furhmann, Martina Jentsch, Dagmar Kersten, Gabriele Faehnrich y Jana Vogel. 
En el Mundial de Róterdam 1987 gana el bronce por equipos, tras Rumania (oro) y la Unión Soviética (plata), siendo sus compañeras de equipo: Dörte Thümmler, Gabriele Faehnrich, Martina Jentsch, Klaudia Rapp y Astrid Heese.
En los JJ. OO. celebrados en Seúl (Corea del Norte) 1988 consigue el bronce en equipos, tras la Unión Soviética y Rumania, siendo sus compañeras en esta ocasión: Martina Jentsch, Dagmar Kersten, Gabriele Faehnrich, Betti Schieferdecker y Dörte Thümmler.